# فاو (ساحل العاج)
فاو (بالإنجليزية: Vao)‏ هي منطقة سكنية تقع في ساحل العاج في .